# Doupný strom

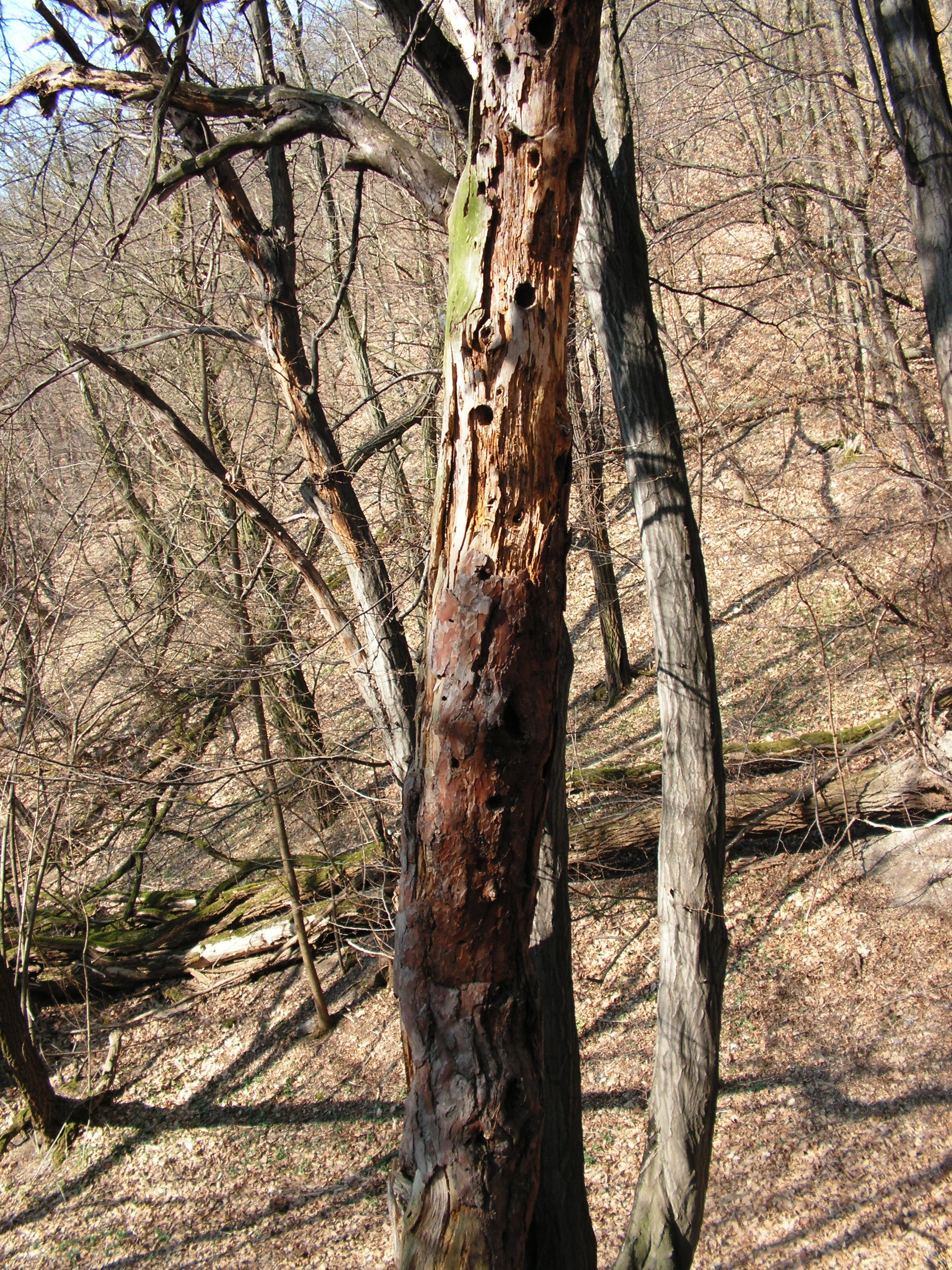
Odumřelá borovice – příklad doupného stromu

Doupný strom je strom s  dutinami, které mohou být využívány jako úkryt a hnízdiště různými druhy živočichů. Zpravidla se jedná o stromy staré, poškozené, odumírající či zcela odumřelé; dutiny se mohou objevit jako následek narušení jádra hnilobami, nebo jsou výsledkem dlabání datlovitými ptáky. V lesním porostu jsou obvykle značeny plným modrým trojúhelníčkem a není dovoleno je kácet či odstraňovat, a to ani po jejich padnutí na zem.
Ekologický význam doupných stromů je značný, neboť poskytují úkryt velkému množství lesních živočichů. Z ptáků jsou to kromě zmíněných datlovitých i další druhy, které jsou odkázány na obsazování dutin, protože samy ji nedokážou vydlabat, například sýkory, rehkové, lejsek, brhlík, sovy puštík či sýček, holub doupňák nebo krutihlav obecný. Ze savců obývají doupné stromy například plši, veverky, myšice nebo netopýři. Odstraňováním doupných stromů z vyčištěných hospodářských porostů tak dochází i k úbytku těchto živočišných druhů.